# 田海村
田海村（とうみむら）は、かつて新潟県西頸城郡にあった村。

## 地理
北側は日本海に面する。

## 沿革
- 1889年（明治22年）4月1日 - 町村制の施行により、西頸城郡田海村及び寺地村の区域の一部の区域をもって、西頸城郡田海村が発足する。
- 1901年（明治34年）11月1日 - 西頸城郡青海村及び田海村が合併して、改めて西頸城郡青海村が発足する。